# Đại học Sorbonne

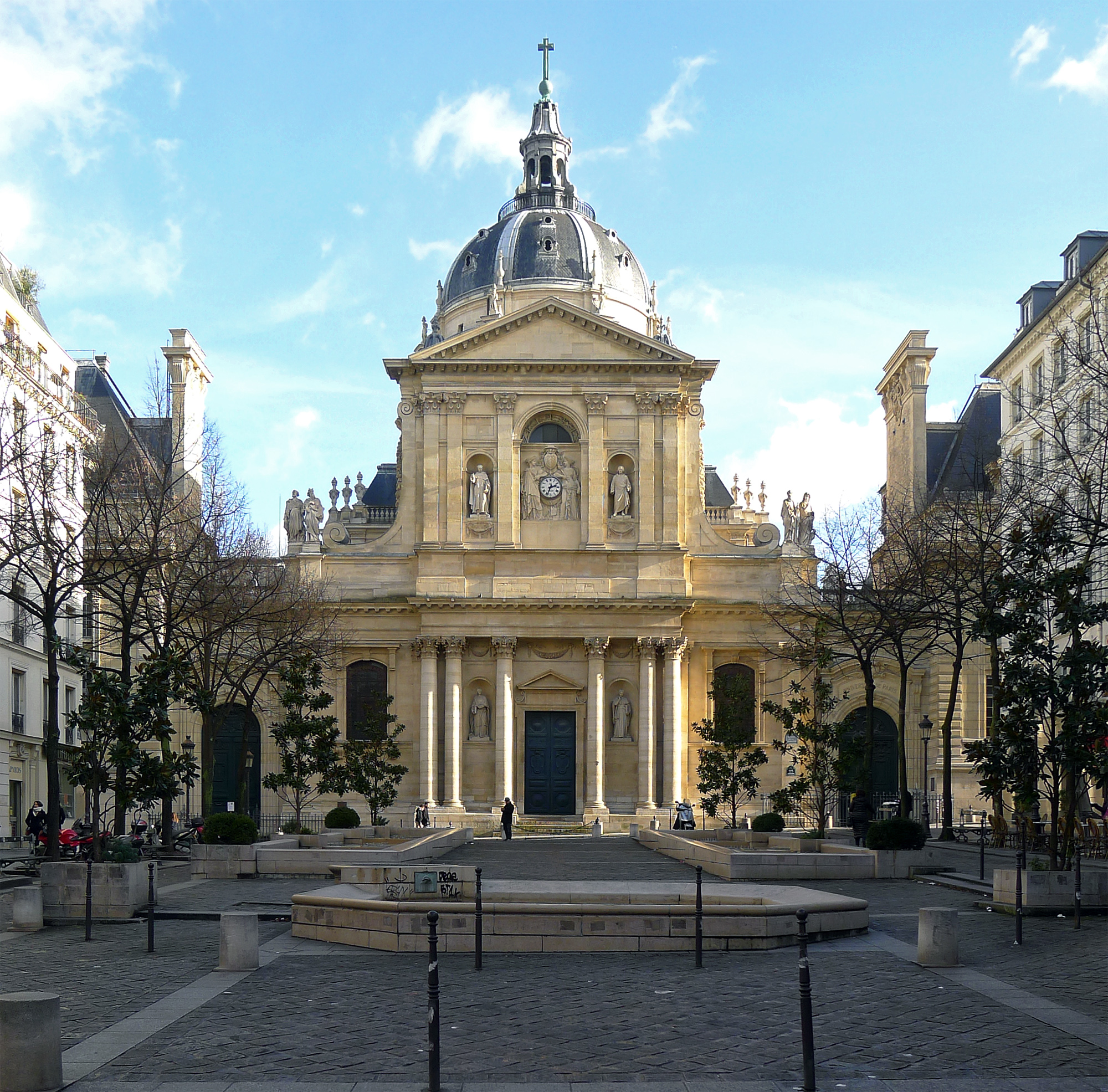
Nhà nguyện Chính tòa Sorbonne

Đại học Sorbonne (tiếng Pháp: Sorbonne Université, tiếng Anh: Sorbonne University) là một trường đại học công lập ở Paris, Pháp. Đại học Sorbonne là một trong những cơ sở đào tạo bậc đại học và cao học hàng đầu tại châu Âu và thế giới trong các lĩnh vực toán học, khoa học cơ bản và y khoa.
Lịch sử của Đại học Sorbonne bắt đầu từ trường Collège de Sorbonne, được thành lập vào năm 1257 bởi Robert de Sorbon. Danh tự Sorbonne trong tiếp tục được dùng để chỉ Đại học Paris, trường kế tục của Collège de Sorbonne và một trong những đại học danh giá nhất thế giới nhiều thế kỷ. Sau cuộc nổi dậy của sinh viên Đại học Paris năm 1958, Đại học Paris bị giải thể thành 13 trường đại học, trong đó bao gồm hai trường Đại học Paris-Sorbonne, Đại học Pierre et Marie Curie. Hai trường này quyết định tái hợp vào năm 2018 và sáp nhập thành Đại học Sorbonne.
Ngoài ra, nhiều trường đại học chuyên ngành khác như INSEAD cũng liên kết với Đại học Sorbonne thông qua Liên minh Đại học Sorbonne, tiến tới hợp nhất trong tương lai.
Các giáo sư và cựu sinh viên của Đại học Sorbonne đã đạt 33 giải Nobel, 6 Huy chương Fields và 1 Giải Turing. Các trường thành viên của Liên minh Đại học Sorbonne cũng có các giáo sư và cựu sinh viên danh tiếng bao gồm 01 người đạt Huy chương Fields, 10 tỷ phú và 3 nguyên thủ quốc gia.

## Lịch sử
Danh tự Sorbonne (La Sorbonne) thông thường được dùng để chỉ Đại học Paris hay một trong các đại học kế nhiệm. Từ "Sorbonne" thực ra đã được dùng với nhiều nghĩa khác nhau trải qua nhiều thế kỷ.
Năm 2010, một số trường đại học thừa kế các khoa của Đại học Paris, bao gồm Đại học Paris-Sorbonne, Đại học Pierre và Marie Curie và Đại học Panthéon-Assas đã quyết định thành lập Liên minh Các Trường đại học Sorbonne, tiến tới sát nhập với nhau để thành lập một đại học đa ngành chất lượng cao cạnh tranh trên trường quốc tế theo mục tiêu của chính phủ Pháp đề ra trong một bộ luật năm 2006.
Ngoài 3 trường trên, Liên minh Các Trường đại học Sorbonne sau đó còn có thêm các thành viên sáng lập khác gia nhập sau đó:
- Đại học Công nghệ Compiègne (Université de Technologie de Compiègne - UTC);
- Trường kinh doanh INSEAD
- Bảo tàng Lịch sử Tự nhiên Quốc gia;
- Trung tâm quốc tế nghiên cứu sư phạm (Centre international d’études pédagogiques)
- Pôle supérieur d'enseignement artistique Paris Boulogne-Billancourt;
- Trung tâm Nghiên cứu Khoa học Quốc gia Pháp
- Viện Nghiên cứu Y khoa Pháp
- Viện Nghiên cứu Khoa học Máy tính và Tự động hóa Pháp
- Viện Nghiên cứu Phát triển Pháp

Ngoài ra Liên minh còn bao gồm các thành viên liên kết:
- Archives nationales
- Paris Notarial Institute
- Centre des monuments nationaux
- École de formation professionnelle des barreaux de la cour d'appel de Paris
- École Nationale des Chartes
- Trường Pháp lý Quốc gia Pháp
- École Navale
- École des officiers de la gendarmerie nationale
- Camp Coëtquidan
- École nationale supérieure de la Police
- Viện Lịch sử Nghệ thuật Quốc gia Pháp

Với việc đề án Đại học Sorbonne chiến thắng và nhận được khoản tài trợ 900 triệu euro từ chính phủ Pháp, 2 trường sau đã sáp nhập với nhau để thành lập một trường đại học chung gọi là Đại học Sorbonne vào năm 2018: 
- Đại học Paris-Sorbonne (1971-2017), trước đây là một bộ phận của Khoa Nhân văn của Đại học Paris .
- Đại học Pierre et Marie Curie (1971-2017), trước đây là một bộ phận cấu thành của Khoa Khoa học và của Khoa Y của Đại học Paris.

Đại học Sorbonne được thành lập theo nghị định ngày 21 tháng 4 năm 2017 và chính thức hoạt động vào ngày 1 tháng 1 năm 2018. Với sự ra đời của Đại học Sorbonne, Liên minh Các Trường đại học Sorbonne đổi tên thành Liên minh Đại học Sorbonne. Đại học Panthéon-Assas, một trong các trường nòng cốt của Liên minh, quyết định không tiến hành sát nhập do không đồng ý với một số nguyên tắc quản trị và chuyển sang trở thành một thành viên liên kết.

## Các khoa
Đại học Sorbonne gồm 3 khoa. Ngoài ra, Khoa Luật được giảng dạy bởi Đại học Panthéon-Assas .

### Nhân văn (Văn khoa)
Giáo trình giảng dạy thiên về văn học cổ điển. Các bộ môn Lịch sử, Địa lý, Ngôn ngữ, Âm nhạc, Triết học là một phần của khoa này.

### Khoa học
Khoa Khoa học của Đại học Sorbonne là một tổ chức nghiên cứu lớn ở Pháp. Nó có thể được coi là tổ chức kế thừa trực tiếp của Khoa Khoa học của Đại học Paris.
Nó có hơn 125 phòng thí nghiệm, hầu hết trong số đó liên kết với Trung tâm Nghiên cứu Khoa học Quốc gia Pháp (CNRS). Một số viện và phòng thí nghiệm đáng chú ý nhất của nó bao gồm Viện nghiên cứu Henri Poincaré (Toán học), Viện nghiên cứu Paris (Vật lý thiên văn), LIP6 (Tin học / Khoa học máy tính), Viện nghiên cứu toán học (cơ sở toán học, chia sẻ với Đại học Paris- Diderot) và Phòng thí nghiệm Kastler-Brossel (Vật lý lượng tử, chia sẻ với École Normale Supérieure).

### Y khoa
Khoa Y được đặt trong các bệnh viện giảng dạy Pitié-Salpêtrière và Saint-Antoine.

## Luật khoa (đào tạo bên ngoài)
Không có khoa Luật trong Đại học Sorbonne. Năm 1971, hầu hết các giáo sư luật của Khoa Luật và Kinh tế của Đại học Paris đã quyết định tái cấu trúc nó thành một trường đại học, được gọi là Đại học Panthéon-Assas (sau là hai cơ sở chính của Khoa Luật Paris: place du Panthéon và rue d'Assas). Panthéon-Assas hiện cung cấp đào tạo Luật khoa cho Đại học Sorbonne như một trường đại học độc lập.

## Cơ sở

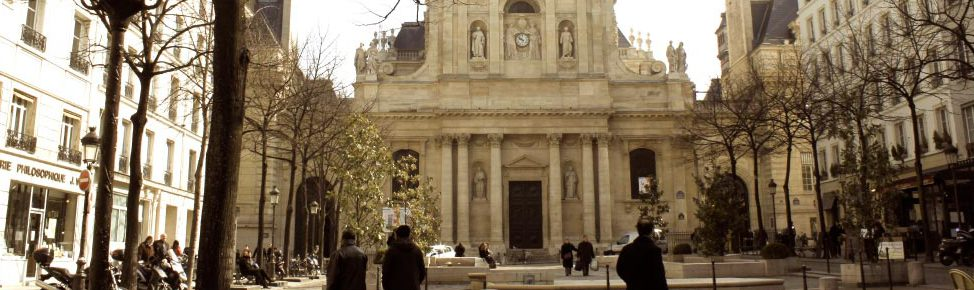
Sorbonne
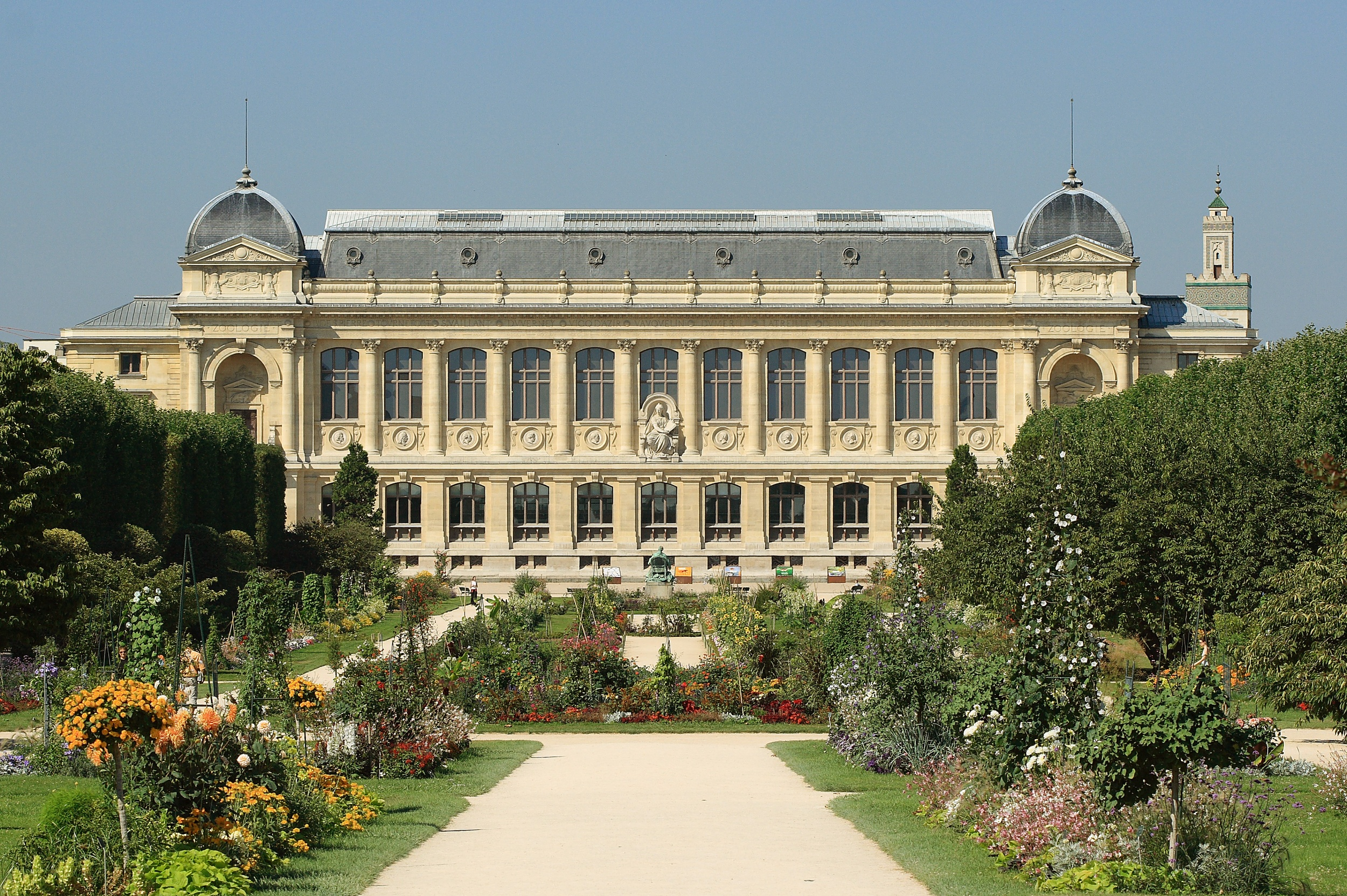
Phối cảnh từ Vườn bách thảo Paris
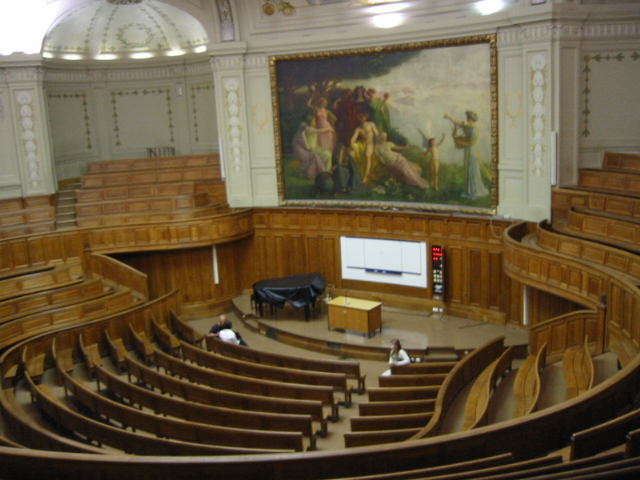
"Amphithéâtre Richelieu", giảng đường của Đại học Paris-Sorbonne

## Xếp hạng đại học
Đại học Sorbonne luôn nhận được xếp hạng tốt trong các trường đại học ở châu Âu và thế giới.
- Theo đánh giá xếp hạng Academic Ranking of World Universities 2018: Đại học Sorbonne được xếp thứ 1 tại Pháp, thứ 9 ở Châu Âu, thứ 36 trên thế giới.
- Theo đánh giá xếp hạng của Times Higher Education European Teaching Rankings 2018, Đại học Sorbonne được xếp thứ 3 ở Châu Âu (sau Đại học Oxford và Đại học Cambridge) và xếp thứ 1 ở Châu Âu lục địa.
- Theo đánh giá xếp hạng CWUR World University Rankings 2018-2019: Đại học Sorbonne được xếp thứ 1 tại Pháp, thứ 5 ở Châu Âu, thứ 29 trên thế giới.
- Theo đánh giá xếp hạng QS World University 2019: Đại học Sorbonne được xếp thứ 3 tại Pháp, thứ 75 trên thế giới. Đánh giá theo tiêu chí danh tiếng học thuật, Đại học Sorbonne được xếp thứ 1 tại Pháp, thứ 9 ở Châu Âu, thứ 45 trên thế giới.

## Cựu sinh viên nổi bật
- Anne L'Huillier: Nobel Vật lý  2023
- Marie Curie:2 lần nhận giải Nobel
- Emmanuelle Charpentier: Nobel Hóa học 2020
- Gérard Mourou: Nobel Vật lý 2018
- Yann LeCun: Giải Turing 2018, nhà nghiên cứu tiên phong trong lĩnh vực Trí tuệ Nhân tạo
- Artur Ávila: Huy Chương Fields 2014
- Serge Haroche: Nobel Vật lý 2012, CNRS Gold Medal 2009
- Ngô Bảo Châu: Huy Chương Fields 2010
- Cédric Villani: Huy Chương Fields 2010, Giám đốc Viện Henri-Poincaré 2009-2017
- Françoise Barré-Sinoussi: Nobel Sinh lý và Y khoa 2008
- Luc Montagnier: Nobel Sinh lý và Y khoa 2008
- Wendelin Werner: Huy Chương Fields 2006
- Claude Cohen-Tannoudji: Nobel Vật lý 1997
- Pierre-Louis Lions: Huy Chương Fields 1994
- Alain Connes: Huy Chương Fields 1982
- Ngô Đình Nhu: Chính khách Việt Nam